# Vyšehrad (góra)
Vyšehrad (830 m n.p.m.) – szczyt w masywie Vyšehradu w górach Żar w Centralnych Karpatach Zachodnich na Słowacji.
Vyšehrad leży w środkowej części całego łańcucha Żaru. Ma charakter ostańca zbudowanego z wapieni, wystającego ponad łupkowe w większości otoczenie.
Na szczycie znajduje się znane i cenne stanowisko archeologiczne oraz ruiny zamku strzegącego w średniowieczu przejścia z Kotliny Górnonitrzańskiej do Turca.
Nazwa szczytu, w spolszczeniu jako Wyszogród, nawiązuje do istniejącego na nim kiedyś wspomnianego grodu (później zamku).